# Julian Buschberger
Julian Buschberger (* 20. Oktober 1993 in Linz, Oberösterreich) ist ein österreichischer Musiker und Songwriter, der vor allem als Gitarrist in den Stilen Rock, Blues, Funk und Soul aktiv ist.

## Leben und Wirken
Buschberger wuchs in Sankt Martin im Mühlkreis in Oberösterreich auf und begann im Alter von 5 Jahren Klavier zu spielen und wechselte im Alter von 11 Jahren zur E-Gitarre, wozu er nach eigenen Angaben durch ein Live-Video der Hard-Rock Band AC/DC und das Auftreten von Lead-Gitarrist Angus Young inspiriert wurde.
Ab 2008 besuchte er den Popularmusik-Zweig im BORG Linz. Während dieser Zeit sammelte er Banderfahrung und wurde u. a. vom Landestheater Linz für zwei Musical-Produktionen als Gitarrist engagiert. Nach der Matura 2012 verlagerte er seinen Wohnsitz nach Wien, wo er seitdem als freischaffender Künstler tätig ist.
Im Sommer 2014 kam es in Straubing zu einer Begegnung mit Nigel Kennedy, der den Club besuchte, in dem Buschberger auftrat. Kennedy engagierte ihn kurz darauf als Gitarristen für sein Hendrix Project, welches eine Tournee durch Europa im Ronnie Scott’s Jazz Club in London startete. Ab 2016 spielte Buschberger auch in Kennedys Vivaldi- und Bach-Projekten. Tourneen führten bis nach Australien mit Auftritten u. a. im Sydney Opera House und bei der Eröffnung des Finales der Australian Open in Melbourne. 2017 spielte Buschberger in einem Konzert von Kennedy in der Londoner Royal Albert Hall gemeinsam mit u. a. Robert Plant und Jean-Luc Ponty. Im Rahmen dieses Auftrittes spielte er mit Plant und Kennedy gemeinsam den Led-Zeppelin-Klassiker Kashmir, den Plant noch nie zuvor ohne Jimmy Pages Begleitung gesungen hatte.
2018 trat Buschberger als Gitarrist und Bassist auch mit dem österreichischen Electro-Swing-Pionier Parov Stelar u. a. in Indien, Singapur und Spanien auf. Des Weiteren spielte er als Gitarrist Konzerte mit dem Solo-Projekt des LaBrassBanda-Frontmanns Stefan Dettl.
Seit 2019 verfolgt Buschberger neben seinen Tätigkeiten als Sideman sein eigenes Projekt, das im Oktober 2019 sein Live-Debüt feierte. Beeinflusst werden seine Werke u. a. von Gitarristen wie Jimi Hendrix und Jeff Beck sowie von Songwritern wie Noel Gallagher, Bob Dylan und Dave Grohl.
Als nach der Corona-Pandemie im Sommer 2021 Konzerte wieder möglich waren, wurde Buschberger von Stefan Dettl eingeladen, bei der bayerischen Band LaBrassBanda als Gitarrist mitzuwirken, in der er bis 2024 als Live-Musiker aktiv war. Er trat mit der Band neben Konzerten in der DACH-Region unter anderem auch in Kasachstan, Estland oder Belgien auf. 
Im Frühjahr 2023 spielte Buschberger zudem eine Tour durch die USA und Kanada mit Parov Stelar.